# District de Qiaoxi (Xingtai)
Pour les articles homonymes, voir Qiaoxi.
Le district de Qiaoxi (桥西区 ; pinyin : Qiáoxī Qū) est une subdivision administrative de la province du Hebei en Chine. Il est placé sous la juridiction de la ville-préfecture de Xingtai.